# Dionisi el Vell
Dionisi el Vell (grec antic: Διονύσιος, llatí: Dyonisius, nascut potser el 431 aC i mort el 367 aC) va ser tirà de Siracusa (405-367 aC). Va conquerir diverses ciutats de Sicília, rivalitzant amb Cartago pel control de l'illa.

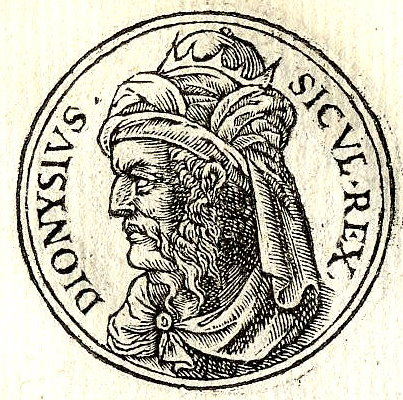
Dionisi el Vell

## Primers anys
Va néixer el 431 aC o 430 aC i va accedir al poder als 25 anys. Era fill d'una família benestant i el seu pare es deia Hermòcrates. El dirigent del partit aristocràtic es deia també Hermòcrates però no eren la mateixa persona. Va participar en l'intent d'Hermòcrates (el cap del partit) de recuperar el poder des de l'exili i va resultar ferit greu. Es va salvar i va servir en la guerra contra els cartaginesos que havien envaït l'illa sota Hanníbal Magó, fill de Giscó, i havien destruït o reduït Selinunt, Hímera i Acragant.

## Lluita pel poder
El relatiu fracàs del general Dafneu en el Setge d'Acragant (406 aC) va crear una gran hostilitat contra els demòcrates, i Dionisi va presentar l'acusació contra els generals a l'assemblea popular; va tenir el suport de l'historiador Filist i d'Hiparí, homes influents, amb qui va fer aprovar el decret de destitució de Dafneu i els altres generals republicans i el nomenament d'altres que li eren més favorables, entre els qui estava ell mateix (desembre del 405 aC).
Aviat va voler assolir en solitari el poder. Segons Claudi Elià, va consultar els galeotes, habitants d'Hibla Menor, una ciutat de Sicília, coneguts intèrprets dels somnis, perquè va somiar que un eixam d'abelles se li havia posar a les mans. Li van respondre que això era un signe de monarquia. Va fer cridar als exiliats, molts dels quals eren partidaris d'Hermòcrates, que el van reconèixer ràpidament com el seu cap natural; encarregat d'una expedició a Gela, va aprofitar aquestes tropes: va tornar sobtadament a Siracusa i va presentar a l'assemblea una moció; els col·legues de Dionisi a la direcció de l'estat van ser acusats de cooperar amb l'enemic i ell va rebre el nomenament de strategos autocrator (general únic, primavera del 405 aC). Segons Plutarc, inicialment va tenir un col·lega, Hiparí, però la seva autoritat devia ser efímera o nominal perquè no torna a aparèixer.
Com que el poble li va negar una guàrdia personal, perquè era un privilegi de tirà, Dionisi va fingir un atac contra la seva persona i així va aconseguir que les seves tropes li assignessin 600 homes, que ell aviat va ampliar a una guàrdia personal de mil homes. Després va doblar la paga dels soldats. Es va casar amb la filla d'Hermòcrates la qual cosa li va garantir el suport de tota l'oligarquia, i llavors es va sentir prou fort per fer executar Dafneu i Demarc, els caps de l'oposició.

## Primera guerra contra Cartago
La seva primera campanya la va dirigir contra els cartaginesos, però no va ser gaire afortunada; va avançar cap a Gela, assetjada per Himilcó, però en va resultar derrotat i es va retirar prudentment, emportant-se els habitants de Gela i de Camarina, que va saquejar.
Això li va suposar perdre la popularitat, fet del qual els seus opositors se'n van poder aprofitar i van fer una revolució que per un dia va tenir el control de Siracusa, però l'exèrcit de Dionisi els va expulsar; la seva dona va morir en aquest episodi assassinada pels revolucionaris. Mentrestant va esclatar la pesta entre l'exèrcit d'Himilcó i aquest va oferir la pau, que es va signar poc després (405 aC).
Aprofitant el cessament d'hostilitats, Dionisi va començar a construir una fortalesa a l'illa Ortígia. Hi va establir la seva pròpia residència, on no permetia l'accés a ningú que no fos de la seva confiança. Va recuperar el favor del poble repartint terres i cases i també augmentant el nombre de ciutadans en admetre emigrants d'altres llocs i lliberts. Això posava en perill el predomini dels oligarques, i les tropes enviades en expedició contra els sículs es van revoltar i se'ls van unir els exiliats; els rebels es van establir a l'Etna i Dionisi es va refugiar a Ortígia. Va aconseguir fer front a la situació amb un cos de mercenaris campanis i a les dissensions entre els revoltats, una part dels quals se li va sotmetre i la resta es va quedar a Etna. Després Dionisi va fer desarmar tots els ciutadans sospitosos i finalment va conquerir la fortalesa d'Etna.

## Conquestes
A continuació va fer la guerra contra les ciutats calcídiques de l'illa: va ocupar, per la força o per la traïció Naxos, Catana i Leontins, i els seus habitants venuts com a esclaus o obligats a emigrar a Siracusa; Va destruir Naxos i a Catana es van establir els mercenaris campanis (403 aC). Durant uns anys es va dedicar a reforçar el seu poder i a preparar la guerra contra Cartago. Va engrandir el port, que ara podria acollir centenars de vaixells, i va fortificar Epípoles, la part alta i més vulnerable de la ciutat.

## Segona guerra contra Cartago
El 397 aC es va considerar prou fort per fer la guerra a Cartago; disposava de nombrosos mercenaris i centenars de vaixells amb molts quadrirrems i quinquerrems, mai vistos fins aleshores. Els cartaginesos, que sortien d'una terrible pesta, no estaven preparats. Els grecs de Gela, Acragant i Hímera, ciutats tributàries de Cartago segons el tractat del 405 aC, es van aliar a Dionisi, i també els sículs i els sicans de l'interior, malgrat que eren ferms aliats de Cartago, es van passar al seu bàndol.
Dionisi va entrar en territori cartaginès sense oposició i va assetjar Mòtia, una de les principals fortaleses cartagineses, que va conquerir. També va assetjar Segesta (setge de Segesta) però va resistir.
El 396 aC va arribar una flota cartaginesa comandada per Himilcó Hannó, canviant així el curs de la guerra: sículs i sicans van retornar a l'obediència cartaginesa, van recuperar Mòtia i Himilcó va avançar fins a Messana que, a la Batalla de Messene, va ser assaltada i destruïda. La flota siracusana dirigida per Leptines, germà de Dionisi, va quedar anorreada. El tirà no va voler arriscar les seves forces de terra i es va retirar cap a Siracusa. Assetjat pels cartaginesos per mar i terra i abandonat pels seus aliats de l'illa, estava en una situació desesperada, però la pesta va tornar a aparèixer entre els púnics. En assabentar-se'n, Dionisi va fer un atac sobtat per terra i mar i va derrotar els cartaginesos; una gran part de la flota púnica va cremar. Els cartaginesos van haver de capitular a canvi d'una sortida lliure, però es van veure obligats a deixar els mercenaris i abandonar els seus aliats. No se'n va seguir cap tractat de pau formal, però el desastre patit i alguna revolta a l'Àfrica van impedir als cartaginesos de renovar el seu intent fins al 393 aC.
En aquest any (393 aC), sota la direcció de Magó, successor d'Himilcó, i amb el suport de sículs, els cartaginesos van avançar fins a Messana, però Dionisi els va derrotar prop d'Abacènon. El 392 aC, després de rebre reforços, Magó va avançar altre cop cap a Siracusa, però Dionisi, amb el suport del tirà Agiris d'Agúrion, va poder tallar-li els subministraments i Magó va haver de demanar la pau. Pel tractat Cartago deixava de protegir els seus aliats a l'illa (especialment els sículs) i cedia Tauromènion, i en la resta es confirmaven les posicions anteriors a la guerra.

## Control de Siracusa
Amb les mans lliures a l'illa, Dionisi va començar els seus projectes contra les ciutats gregues d'Itàlia. Aliat amb Locres després del seu casament amb Doris, la filla d'un dels caps de la ciutat, el seu objectiu era Règion, on es refugiaven nombrosos exiliats siracusans. Dionisi va establir a Messana una colònia de ciutadans de Locres (i de la seva ciutat depenent Medma). Les ciutats d'Itàlia, que patien la pressió dels pobles de l'interior, van formar una lliga defensiva tant contra els bàrbars com contra Dionisi, però aquest es va aliar als lucans als qui va enviar una flota dirigida pel seu germà Leptines (390 aC). El 389 aC va derrotar a la Lliga al riu Heloros i mercès a això va poder sotmetre Caulònia, Hipònion, i finalment, després d'un setge d'onze mesos, Règion (387 aC). Molts dels habitants d'aquestes ciutats van ser enviats a Siracusa, i els seus territoris donats a Locres.
Dionisi va arribar així al cim del seu poder. Governava tota Sicília oriental directament o per aliats interposats, i tot el sud d'Itàlia a través de Locres. Va combatre els pirates etruscs, enviant una flota de 60 trirrems amb la qual va conquerir Pirgos, el port d'Agil·la, i va saquejar el temple de Matuta. També va fer una expedició a Còrsega però no s'hi va establir. Va fundar una colònia a Lissa, a la mar Adriàtica, i un altre a Adria, al Picè; segurament també va fundar Ancona. Va ajudar els espartans contra els atenesos per impedir que aquests s'apoderessin de Corcira (373 aC) i contra el poder emergent de Tebes. El seu comerç amb les tribus del vènets està testimoniat per les troballes arqueològiques. Als il·liris els va ajudar en contra dels seus veïns els molossos de l'Epir, i es va aliar als gals que s'havien establert a Itàlia i va contractar-ne com a mercenaris.

## Mort i llegat
El 383 aC la guerra amb Cartago es va reprendre per un temps; es van lliurar dues grans batalles, una guanyada per cada bàndol, en llocs desconeguts; a la guanyada per Dionisi el general Magó va morir; a la segona els siracusans van ser derrotats amb fortes pèrdues. La pau que va seguir establia el riu Hàlic com a frontera. Una nova guerra va esclatar el 368 aC i en aquesta lluita les forces de Dionisi van arribar fins a l'extrem occidental de Sicília i van assetjar Lilibèon; en arribar l'hivern es van aturar els combats i Dionisi va morir abans de la seva continuació (367 aC).
Dionisi havia enviudat de la seva primera muller la filla d'Hermòcrates, i després es va casar amb dues dones a la vegada, el mateix dia i al mateix moment: Doris, filla d'un cap de Locres, i Aristòmaca, filla del seu antic amic Hiparí. Amb Doris va tenir tres fills; el gran, Dionisi, va ser el seu successor. Amb Aristòmaca en va tenir quatre, dos fills (Hiparí i Niseu) i dues filles (Sofrosine i Àrete).
Filist, Èfor i Timeu van escriure la seva biografia, però les seves obres no s'han conservat i només resten les referències de Diodor de Sicília.